# Carea mathilda
Carea mathilda är en fjärilsart som beskrevs av Swinhoe 1904. Carea mathilda ingår i släktet Carea och familjen trågspinnare. Inga underarter finns listade i Catalogue of Life.